# Bylandt

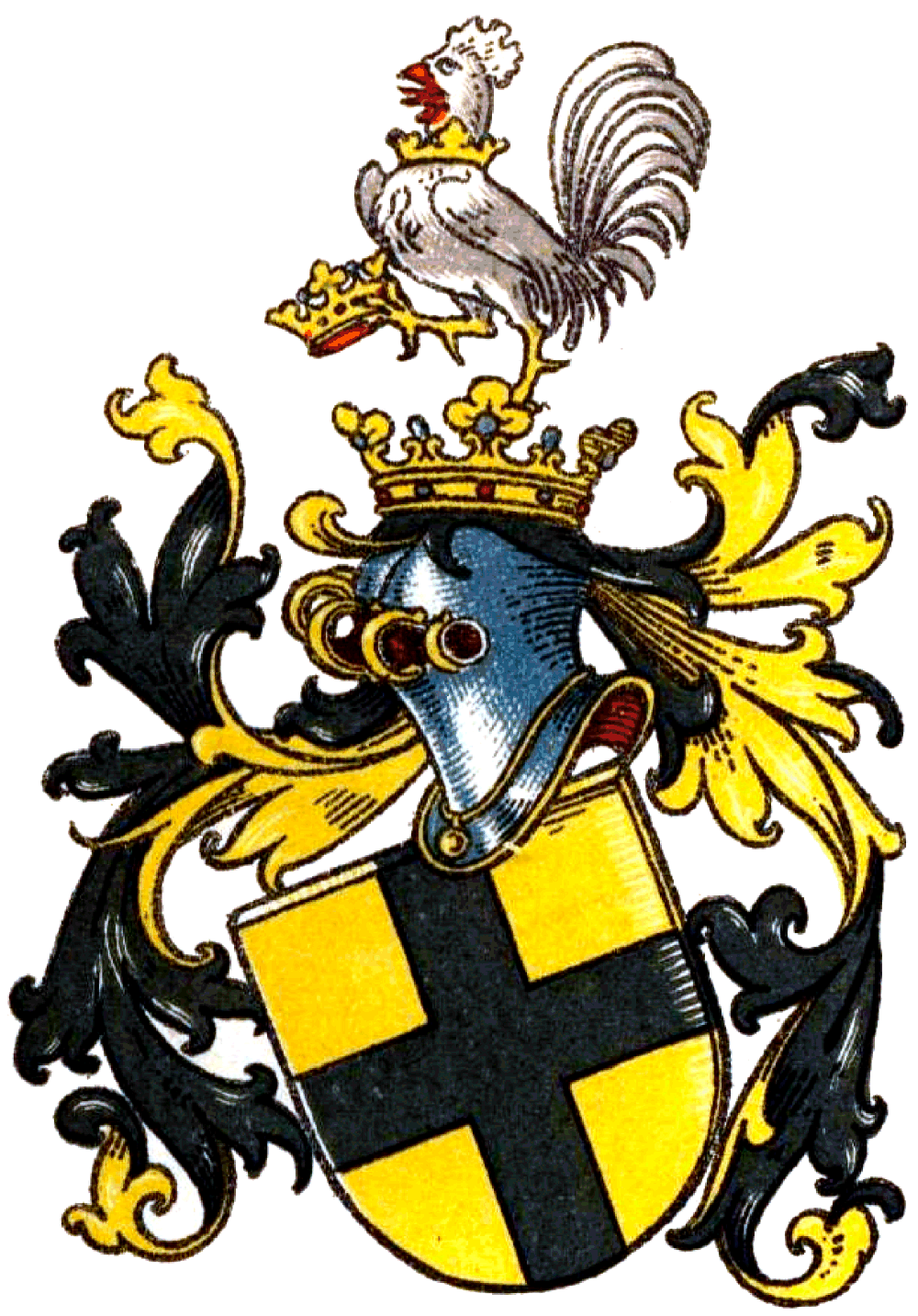
Stammwappen derer von Bylandt

Bylandt ist der Name eines alten niederrheinischen Geschlechts aus dem klevischen Uradel.

## Geschichte
Zunächst führten die Vorfahren den Familiennamen Doys, erst später wurde der Besitzname Bylandt zur Geschlechtsbezeichnung. Erster nachweisbarer Ahne dieser Familie ist der im Jahre 1260 auftretende Wilhelmus dictus Doys. Er fiel 1288 in der Schlacht von Worringen. Urkundlich erwähnt wurde im Jahre 1275, dass seine Burg Scate, auch Bilant genannt, nördlich von Kleve am linken Rheinufer gelegen, ein Lehen der Grafen von Kleve sei. Sein Nachfolger Dietrich, Lehensträger der Güter Bylandt und Pannerden, nannte sich 1294 schon Deus de Bylandt. Von der nächsten Generation an, ab 1317, wird der Name Bylandt urkundlich durchgehend geführt.
Laut GHdA ist der erste urkundlich erwähnte Vertreter des Geschlechts der Ministeriale von Gelderland, Theodoricus Doys, der am 15. Juli 1233 zuerst erscheint und mit dem auch die ununterbrochene Stammreihe beginnt. Sein gleichnamiger Enkel wird 1303 mit Bilant bei Pannerden belehnt, wovon das Geschlecht den Namen annimmt.
Das Geschlecht erlangte im Laufe der Zeit großen Einfluss und bedeutenden Grundbesitz. Für lange Zeit wurde den Herren von Bylandt auch das Marschallsamt der Grafschaft Kleve übertragen.

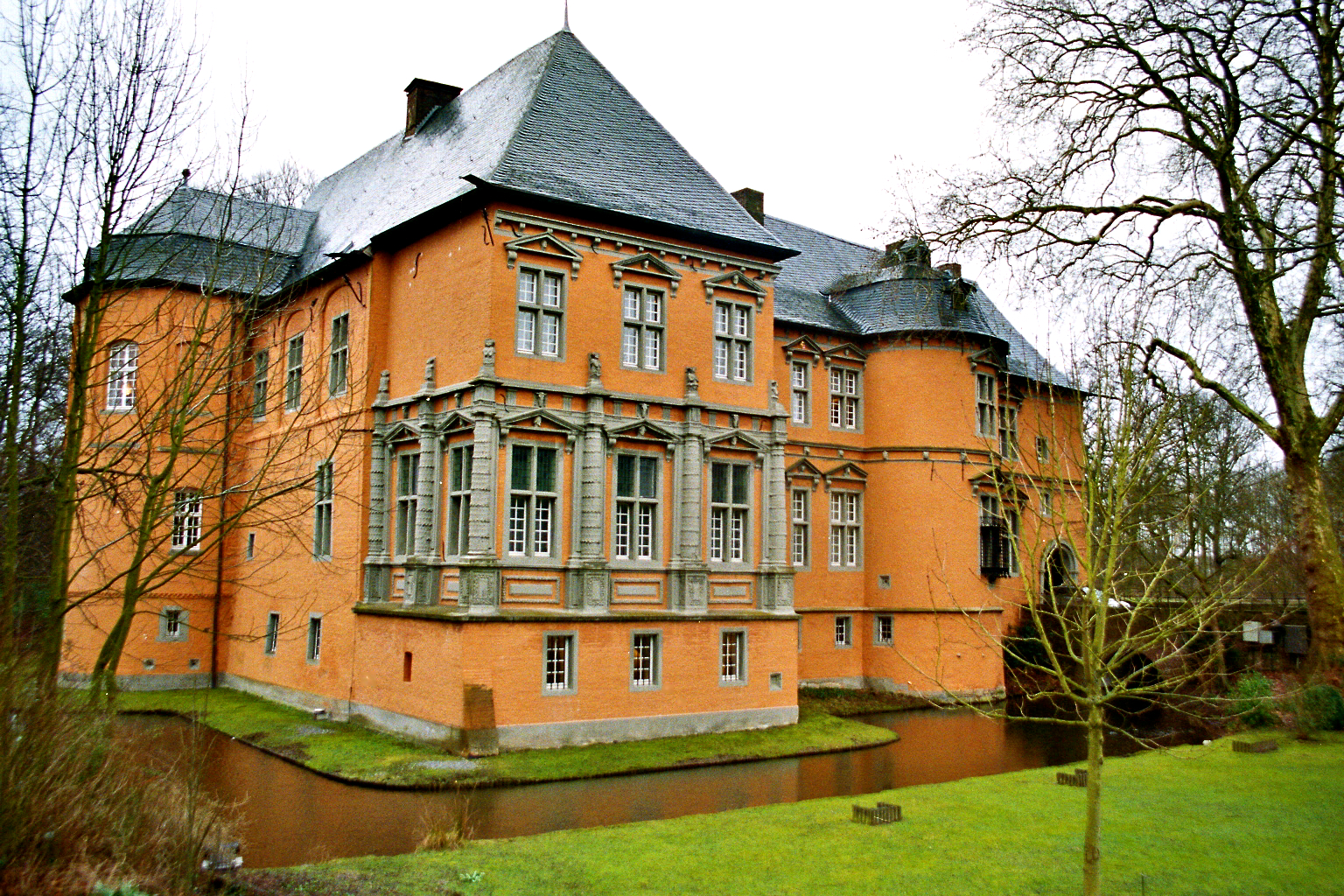
Schloss Rheydt in Mönchengladbach

Um 1500 bildeten sich drei Linien. Die erste Linie Bylandt-Well, die das Gut Well in Geldern besaß, ist früh wieder erloschen. Die zweite Linie Bylandt-Rheydt erbte um 1500 die Herrschaft Rheydt bei Mönchengladbach, die sie bis 1608 bzw. 1636 behielt. Sie konnte ihren Grundbesitz stetig erweitern und sich auch in Österreich, Holland und in dem übrigen Deutschland mit dem Namen Grafen von Bylandt, Barone zu Rheydt ausbreiten. Mitglieder der dritten Linie Bylandt-Halt-Spaldrop konnten zunächst die Burgen Haus Halt und Spaldrop im Norden des Landes Kleve erwerben. Später kamen unter anderem auch von 1637 bis 1794 die Herrschaft Rheydt sowie von 1651 bis 1779 das westfälische Rittergut Palsterkamp hinzu. Damit verbunden war auch das Amt des Erbjägermeisters der gefürsteten Abtei Herford.
Angehörige der zweiten Linie Bylandt-Rheydt erhielten 1590 den Reichsfreiherrenstand und führten teilweise seit dem 17. Jahrhundert den 1865 bestätigten Grafentitel. Angehörige der dritten Linie Bylandt-Halt-Spaldrop wurden 1661 von Kurbrandenburg als Freiherren bestätigt und erlangten 1678 ein Reichsgrafendiplom.

## Wappen
Das Stammwappen zeigt in Gold ein durchgehendes schwarzes Kreuz. Auf dem Helm ein (schwarz-gestulpter, goldener Hut, darauf) ein schwarzer (oder silberner) Hahn mit rotem Kamm und Lappen. Die Helmdecken sind schwarz-golden.
Das Kreuz ist heute Bestandteil des Stadtwappens der kreisfreien Stadt Mönchengladbach.

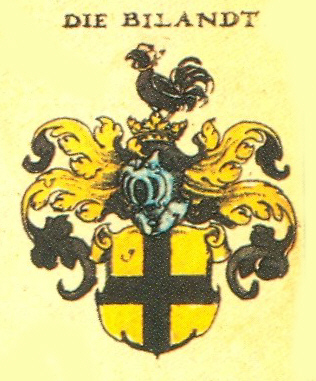
Stammwappen in Siebmachers Wappenbuch von 1605
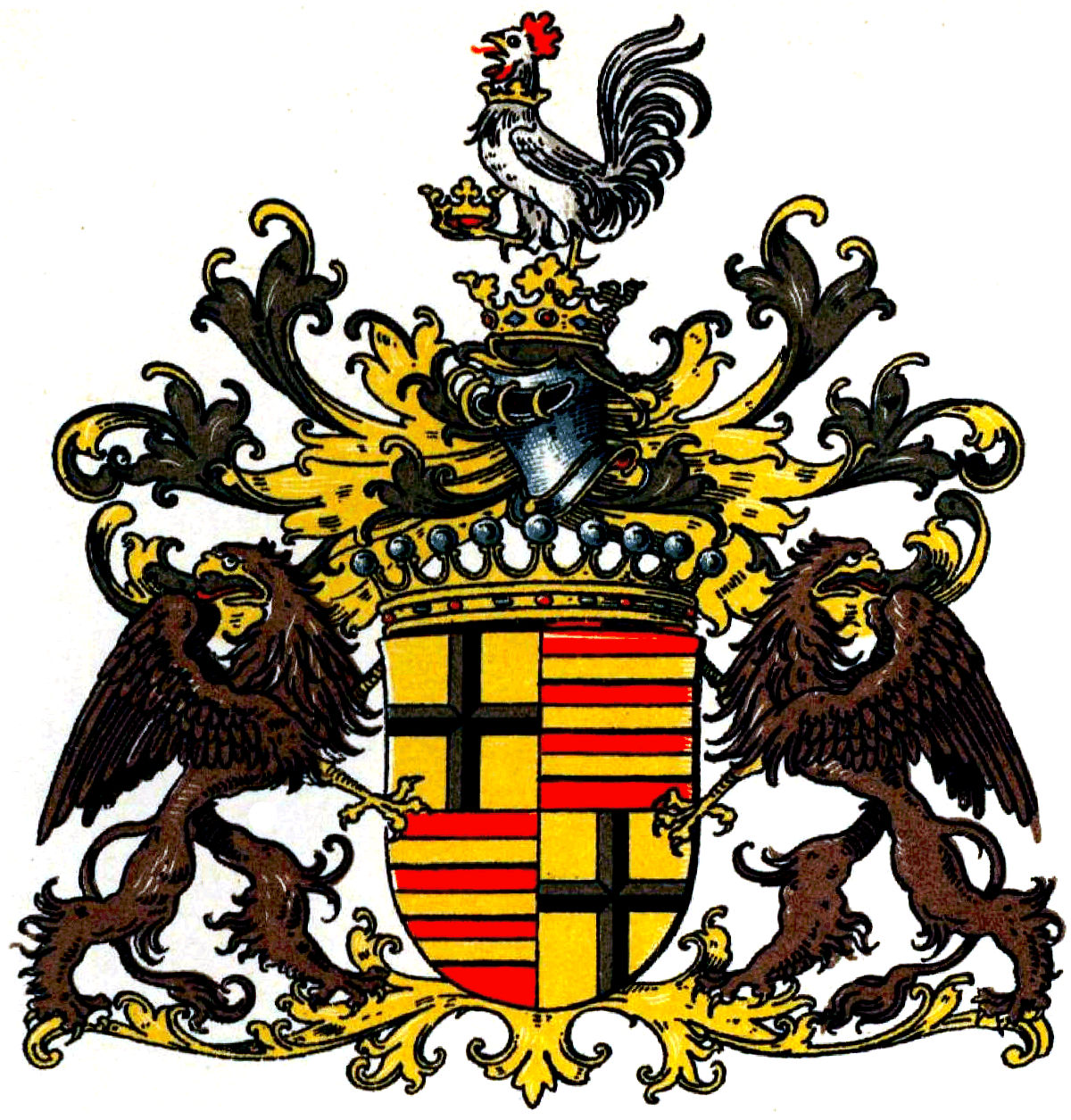
Wappen der Grafen von Bylandt
Wappen der Stadt Mönchengladbach

## Namensträger
- Roeleman von Bylandt-Halt-Spaldrop (um 1508–um 1558), Herr von Halt und Spaldrop, Drost zu Ravenstein und herzoglich-klevischer Rat
- Otto von Bylandt-Rheydt (1531–1591), Jülichscher Rat, Drost zu Ravensberg, Amtmann zu Heinsberg, Herr zu Rheydt und Brempt
- Otto Heinrich von Bylandt-Rheydt (1554–1608), Kurbrandenburger Geheimer Rat und Obrist
- Arnold Christoph von Byland-Schwarzenberg (1680–1730), Herr zu Rheydt, Jülich-Bergischer Kämmerer, Düsseldorfer Geheimrat
- Maria Anna von Bylandt (1711–1787), Kanonisse im Stift zu Vilich bei Bonn
- Karl Kaspar von Bylandt-Schwarzenberg (1712–1794), letzter Herr der Unterherrschaft Rheydt
- Arthur Maximilian Graf von Bylandt (1821–1891), österreichischer Kriegsminister
- Arthur Graf von Bylandt-Rheidt[2][3] (1854–1915), österreichischer Politiker, u. a. Minister für Bildung, Landwirtschaft und Inneres, Sohn des o. A.
- Reichsgräfin Franziska Bylandt-Rheidt[4] (1854–1929), Witwe von Arthur von Bylandt-Rheidt
- Hildegard von Bylandt-Rheydt, deutsche Malerin[5]
- Bernhard Graf von Bylandt-Rheydt (1905–1998), deutscher Bildhauer